# 1997 en astronautique
Chronologie de l'astronautique
- 1993
- 1994
- 1995
- 1996
- 1997
- 1998
- 1999
- 2000
- 2001

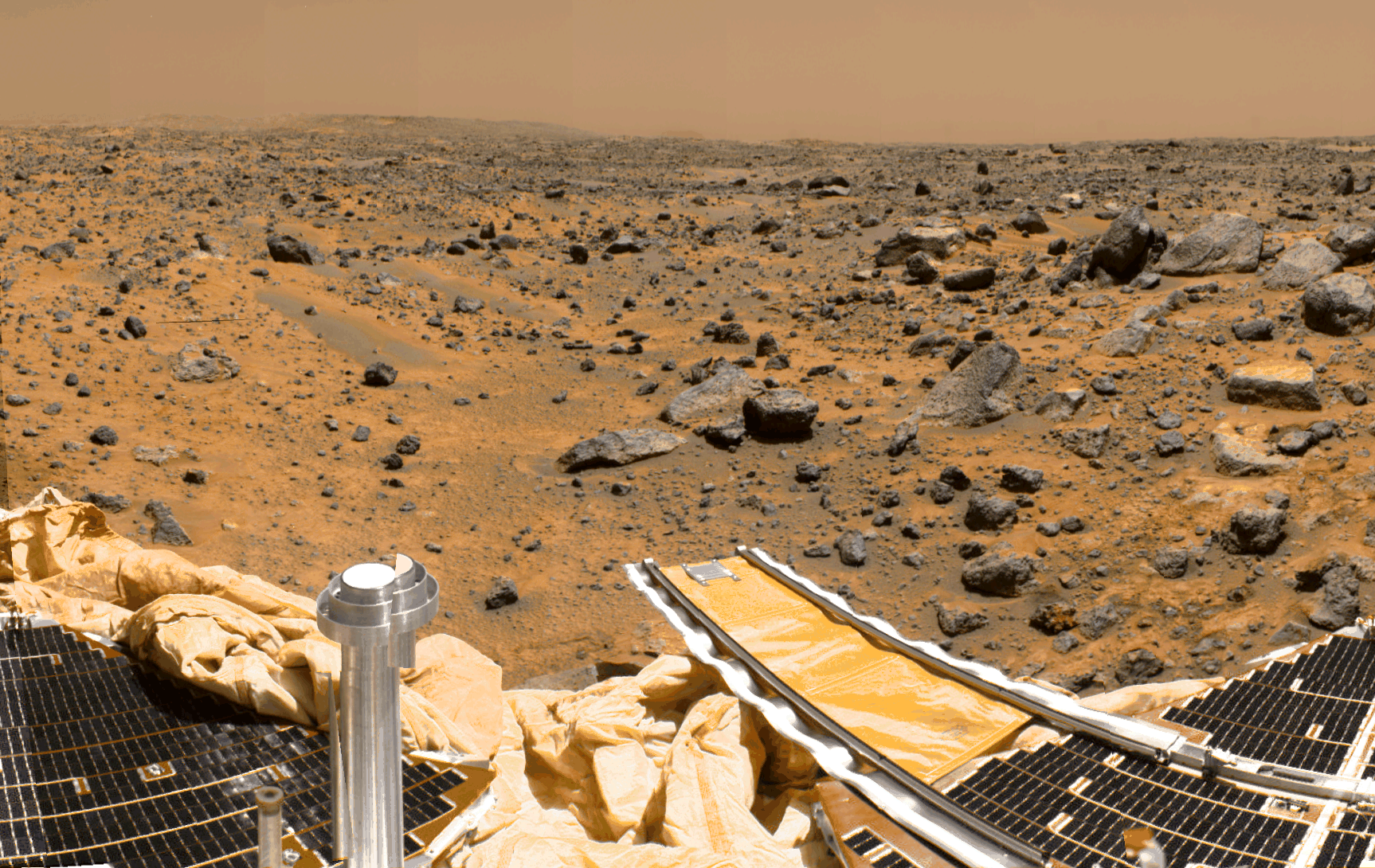
Le site d’atterrissage de la sonde martienne Mars Pathfinder.

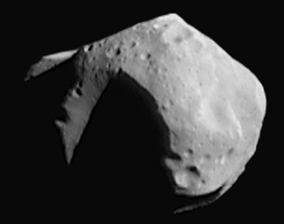
L'astéroïde Mathilde est survolée par NEAR Shoemaker en 1997.

Cette page présente une chronologie des événements qui se sont produits pendant l'année 1997 dans le domaine de l'astronautique.

## Synthèse de l'année 1997
- Le cosmodrome de Svobodny, actuellement sous le contrôle des forces spatiales de la fédération de Russie, est inauguré par le président russe Boris Eltsine.

### Exploration du système solaire
La NASA lance une seule sonde spatiale en 1997 :
- Cassini-Huygens est une mission d'exploration spatiale de la planète Saturne et ses lunes développée avec des participations importantes de l'Agence spatiale européenne (ESA) et de l'Agence spatiale italienne (ASI). Il s'agit d'une mission d'une importance majeure qui à plusieurs reprises a failli être annulée du fait de son cout (3,26 milliards $). L'engin spatial, qui emporte un grand nombre d'instruments scientifiques et un atterrisseur qui doit se poser sur la lune Titan, a une masse de 5,6 tonnes. Cassini-Huygens se mettra en orbite autour de Saturne en 2004 et sa mission sera prolongée jusqu'en 2017.

Deux sondes spatiales lancées l'année précédente en direction de Mars par l'agence spatiale américaine arrivent à destination :
- Mars Pathfinder atterrit en marquant ainsi le retour de la NASA sur le sol martien plus de vingt ans après les missions Viking. Ce démonstrateur technologique à cout modéré emporte un petit robot mobile  et inaugure une nouvelle technique d'atterrissage utilisant des coussins gonflables permettant de se poser en douceur sur les sols irréguliers.
- Mars Global Surveyor se place en orbite autour de Mars en septembre et entame une série de plongées dans l'atmosphère martienne pour ramener par aérofreinage son apogée de 54 000 à 450 km. Mars Global Surveyor entame alors une tache d'investigation systématique de l'atmosphère et de la surface de Mars.

La sonde américaine NEAR Shoemaker lancée l'année précédente croise à une distance de 1 200 km et une vitesse relative de 9,93 km/s l'astéroïde (253) Mathilde de 61 km de diamètre, dont elle prend plus de 500 clichés couvrant 60 % de sa surface.

### Autres satellites scientifiques
- L'institut scientifique japonais ISAS  développe et met en orbite le radiotélescope HALCA doté d'une antenne de 8 mètres de diamètre. HALCA est le premier satellite de ce type à utiliser la technique d'interférométrie à très longue base. Il s'agit du deuxième engin du programme spatial de l'ISAS MUSES (Mu Space Engineering Satellites) destiné à tester de nouvelles techniques spatiales.
- TRMM  est un programme conjoint de la National Aeronautics and Space Administration (NASA) des États-Unis et de l'agence spatiale japonaise qui doit mesurer les précipitations tropicales. Le but de TRMM est de constituer une banque de données sur la distribution de la pluie et les échanges de chaleur latente au-dessus d'un territoire compris entre 35°N et 35°S qui est surtout occupé par les océans et donc pauvre en données de surface et de radiosondage. Ces données sont essentielles pour la compréhension du climat tropical.

### Lanceurs
Les lanceurs suivants effectuent leur premier vol en 1997 :
- Le lanceur japonais M-V est la 5e génération des fusées à propergol solide de la série Mu développée par l'ISAS pour ses missions scientifiques. Il s'agit à l'époque du plus gros lanceur fonctionnant uniquement avec de la poudre. Il peut placer 1,8 tonne en orbite basse.
- VLS-1 est le premier lanceur développé par le Brésil. Le lancement qui a lieu cette année-là échoue par défaut d'allumage d'une partie du premier étage.

De nouvelles versions de lanceurs existants sont mises en service :
- Titan-IVB est la plus puissante des versions de ce lanceur. Elle permet de placer plus de 22 tonnes en orbite basse. Néanmoins ce lanceur s'avèrera tellement couteux qu'il sera rapidement abandonné au profit des nouvelles fusées Atlas V et Delta IV développées au cours des années suivantes.

La version Atlas I est retirée du service.

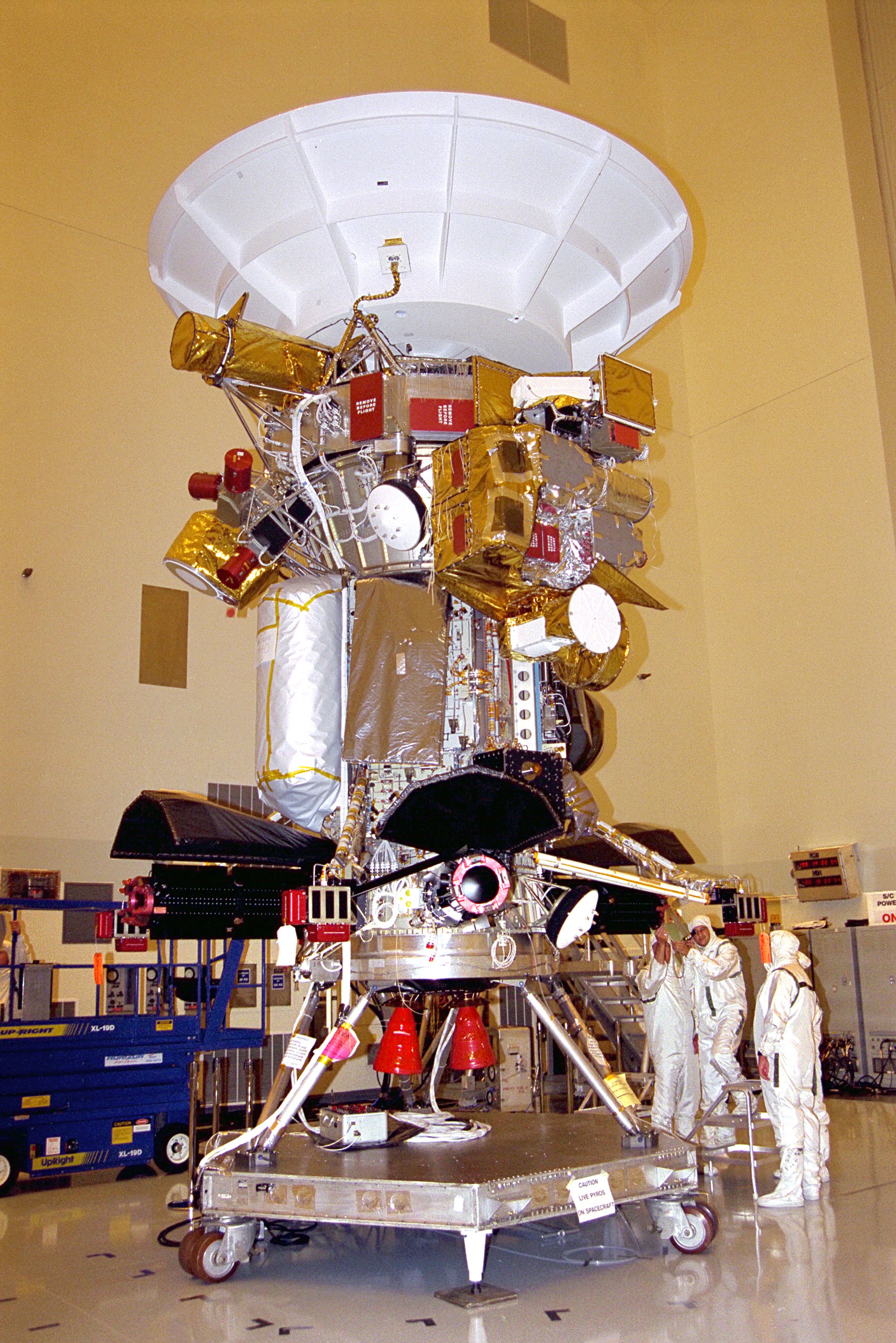
La sonde Cassini Huigens en cours d'assemblage avant son lancement vers Saturne
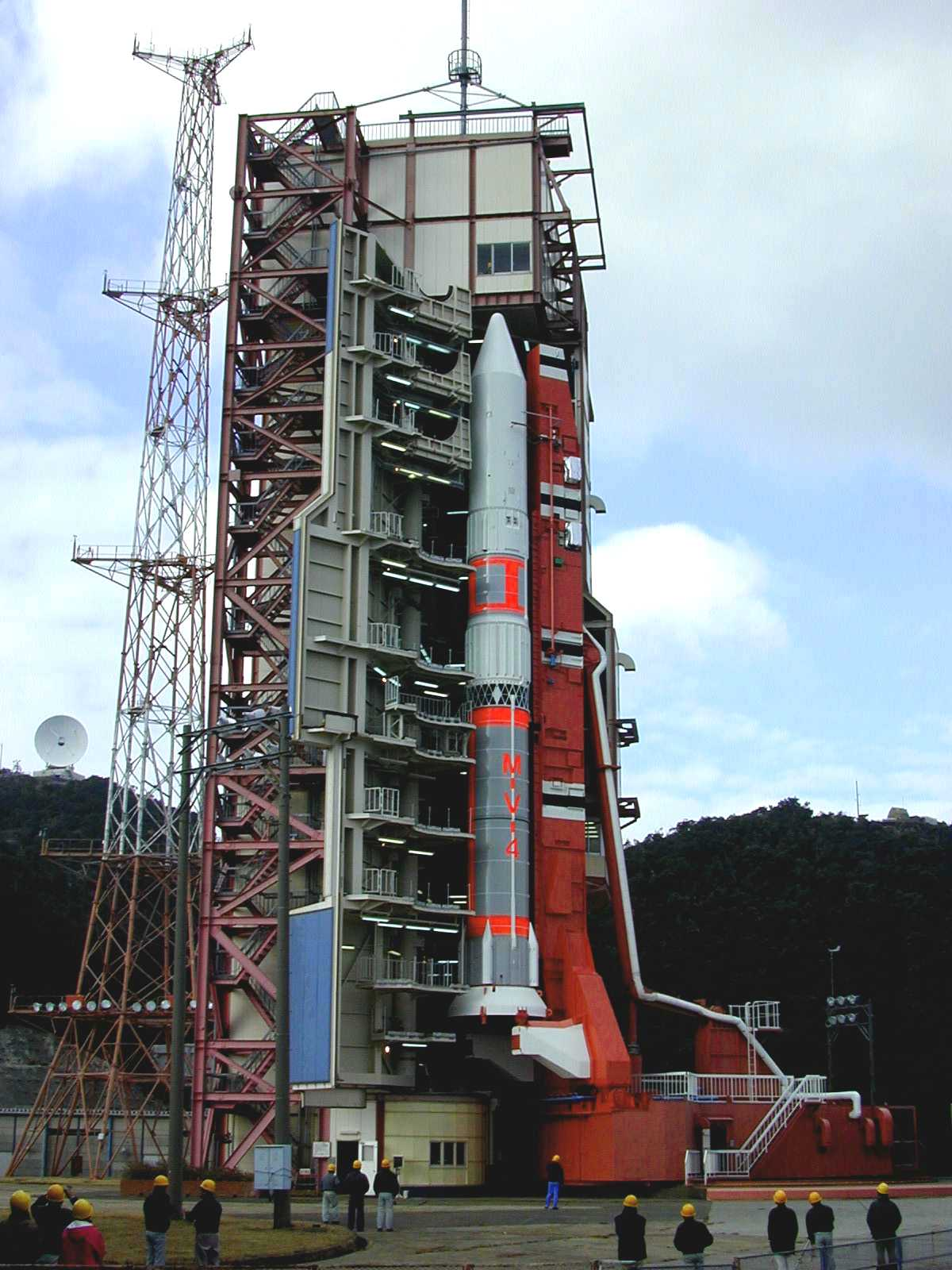
Le lanceur M-V.
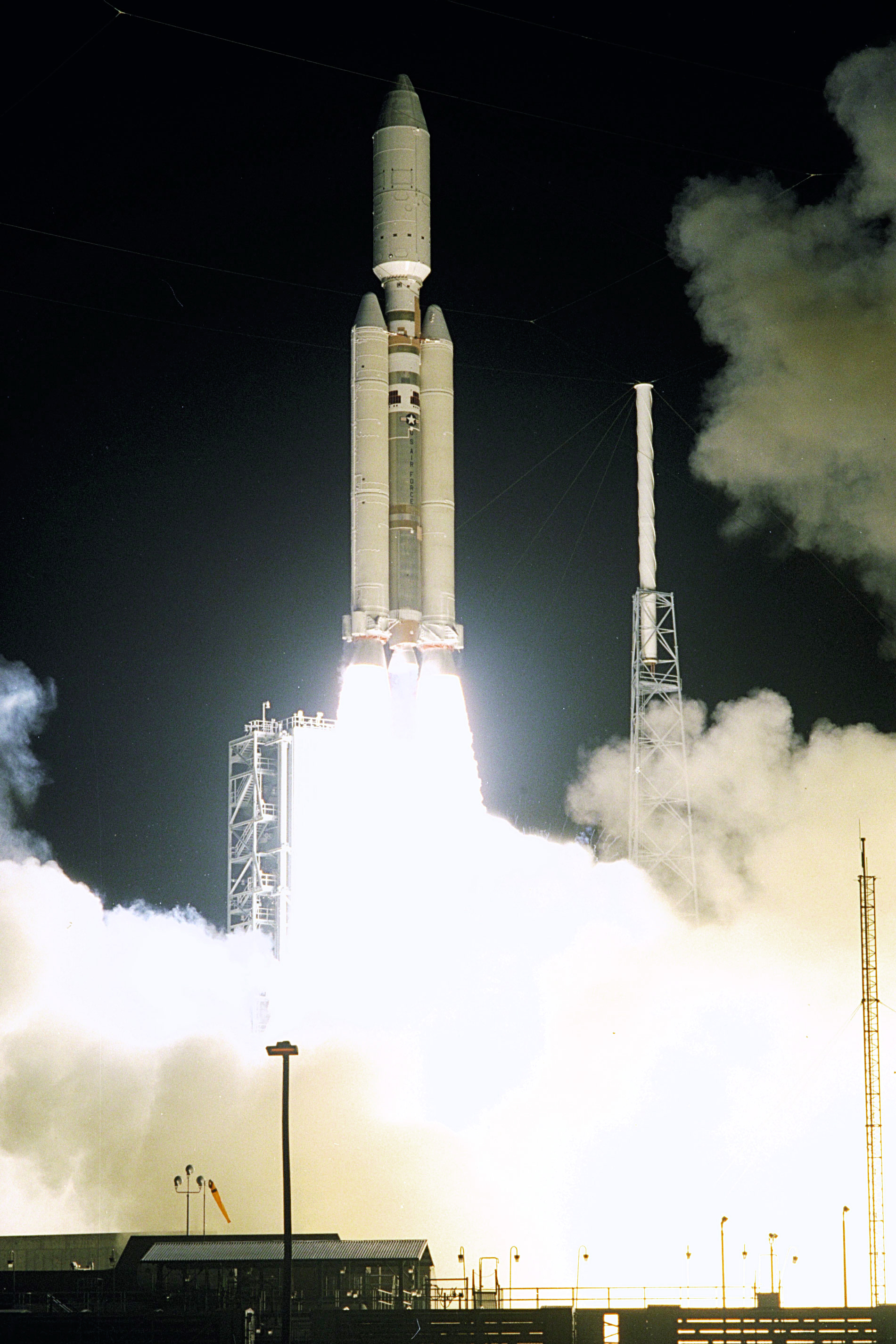
La navette spatiale américaine s'élance avec la sonde spatiale Cassini Huygens dans sa soute.

## Activité spatiale détaillée

### Chronologie

#### Janvier
| Date            | Lanceur                     | Base de lancement      | Type                   | Charge utile              | Notes                                        |
| 12 janvier 1997 | Navette spatiale américaine | Centre spatial Kennedy | Orbite basse           | Navette Atlantis (STS-81) | Laboratoire Spacehab                         |
| 17 janvier 1997 | Delta II 7925               | Cape Canaveral         | Orbite moyenne         | GPS IIR-1                 | Satellite de navigation ; Échec du lancement |
| 30 janvier 1997 | Ariane 4 4L                 | Kourou                 | Orbite géostationnaire | GE-2, Nahuel 1A           | Satellites de télécommunications             |

#### Février
| Date            | Lanceur                     | Base de lancement      | Type                   | Charge utile                          | Notes                            |
| 10 février 1997 | Soyouz-U-PVB                | Plessetsk              | Orbite basse           | Soyouz TM-25                          | Relève équipage station spatiale |
| 11 février 1997 | Navette spatiale américaine | Centre spatial Kennedy | Orbite basse           | Navette Discovery (STS-82)            |                                  |
| 12 février 1997 | M-V                         | Uchinoura              | Orbite basse           | HALCA                                 | Premier vol Radiotélescope       |
| 14 février 1997 | Tsiklon-3                   | Plessetsk              | Orbite basse           | Strela-3 x 3, Gonets-D1 No. 4, 5 et 6 | Satellites de télécommunications |
| 17 février 1997 | Atlas IIAS                  | Cape Canaveral         | Orbite géostationnaire | JCSAT-4 (en)                          | Satellite de télécommunications  |
| 23 février 1997 | Titan 402B / IUS            | Cape Canaveral         | Orbite géostationnaire | DSP 20                                | Satellite d'alerte avancée       |

#### Mars
| Date          | Lanceur     | Base de lancement | Type                   | Charge utile | Notes                           |
| 1er mars 1997 | Ariane 4 4P | Kourou            | Orbite géostationnaire | Intelsat 801 | Satellite de télécommunications |
| 4 mars 1997   | Start-1     | Svobodny          | Orbite polaire         | Mozhaets 2   | Satellite étudiants             |
| 8 mars 1997   | Atlas IIA   | Cape Canaveral    | Orbite géostationnaire | Tempo 2      | Satellite de télécommunications |

#### Avril
| Date          | Lanceur                     | Base de lancement      | Type                   | Charge utile              | Notes                              |
| 4 avril 1997  | Titan II SLV                | Vandenberg             | Orbite héliosynchrone  | DMSP F-14                 | Satellite météorologique militaire |
| 4 avril 1997  | Navette spatiale américaine | Centre spatial Kennedy | Orbite basse           | Navette Columbia (STS-83) | Laboratoire Spacelab               |
| 6 avril 1997  | Soyouz-U-PVB                | Plessetsk              | Orbite basse           | Progress M-34             | Ravitaillement station spatiale    |
| 9 avril 1997  | Molnia M                    | Plessetsk              | Orbite de Molnia       | Oko                       | Satellite d'alerte précoce         |
| 16 avril 1997 | Ariane 4 4LP                | Kourou                 | Orbite géostationnaire | Thaicom 3, BSat 1a        | Satellites de télécommunications   |
| 17 avril 1997 | Cosmos-3M                   | Plessetsk              | Orbite basse           | Parus                     | Satellite de navigation militaire  |
| 21 avril 1997 | Pegasus XL                  | L-1011, Gran Canaria   | Orbite basse           | Minisat 01                | Satellite expérimentai             |
| 25 avril 1997 | Atlas I                     | Cape Canaveral         | Orbite géostationnaire | GOES K                    | Satellite météorologique           |

#### Mai
| Date        | Lanceur                     | Base de lancement      | Type                   | Charge utile              | Notes                                                |
| 5 mai 1997  | Delta II 7920-10C           | Vandenberg             | Orbite basse           | Iridium x5                | Satellites de télécommunications                     |
| 11 mai 1997 | Longue Marche 3A            | Xichang                | Orbite géostationnaire | DFH-3 2                   | Satellite de télécommunications                      |
| 14 mai 1997 | Molnia M                    | Plessetsk              | Orbite de Molnia       | Oko                       | Satellite d'alerte précoce                           |
| 15 mai 1997 | Navette spatiale américaine | Centre spatial Kennedy | Orbite basse           | Navette Atlantis (STS-84) | Laboratoire Spacehab                                 |
| 15 mai 1997 | Soyouz-U-PVB                | Plessetsk              | Orbite basse           | Don                       | Satellite de reconnaissance                          |
| 20 mai 1997 | Zenit-2                     | Plessetsk              | Orbite basse           | Tselina-2                 | Satellite d'écoute électronique ; Échec du lancement |
| 20 mai 1997 | Delta II 7925               | Cape Canaveral         | Orbite géostationnaire | Thor II                   | Satellite de télécommunications                      |
| 24 mai 1997 | Proton-K / DM-2M            | Plessetsk              | Orbite géostationnaire | Telstar 5                 | Satellite de télécommunications                      |

#### Juin
| Date         | Lanceur          | Base de lancement | Type                   | Charge utile                   | Notes                               |
| 3 juin 1997  | Ariane 4 4L      | Kourou            | Orbite géostationnaire | Inmarsat III F4, INSAT-2D (en) | Satellites de télécommunications    |
| 6 juin 1997  | Proton-K / 17S40 | Plessetsk         | Orbite basse           | Araks-N                        | Satellite de reconnaissance optique |
| 10 juin 1997 | Longue Marche 3  | Xichang           | Orbite géostationnaire | Feng-Yun 2A                    | Satellite météorologique            |
| 18 juin 1997 | Proton-K / 17S40 | Plessetsk         | Orbite basse           | Iridium x7                     | Satellites de télécommunications    |
| 25 juin 1997 | Ariane 4 4P      | Kourou            | Orbite géostationnaire | Intelsat 802                   | Satellite de télécommunications     |

#### Juillet
| Date             | Lanceur                     | Base de lancement      | Type                   | Charge utile              | Notes                            |
| 1er juillet 1997 | Navette spatiale américaine | Centre spatial Kennedy | Orbite basse           | Navette Columbia (STS-94) | Laboratoire Spacelab             |
| 5 juillet 1997   | Soyouz-U-PVB                | Plessetsk              | Orbite basse           | Progress M-35             | Ravitaillement station spatiale  |
| 9 juillet 1997   | Delta II 7920-10C           | Vandenberg             | Orbite basse           | Iridium x 5               | Satellites de télécommunications |
| 23 juillet 1997  | Delta II 7925               | Cape Canaveral         | Orbite moyenne         | GPS IIR-2                 | Satellite de navigation          |
| 28 juillet 1997  | Atlas IIAS                  | Cape Canaveral         | Orbite géostationnaire | Superbird C               | Satellite de télécommunications  |

#### Août
| Date          | Lanceur                     | Base de lancement      | Type                   | Charge utile                                             | Notes                                                                   |
| 1er août 1997 | Pegasus XL                  | L-1011, Vandenberg     | Orbite polaire         | OrbView-2                                                | Observation de la Terre (commercial)                                    |
| 5 août 1997   | Soyouz-U-PVB                | Plessetsk              | Orbite basse           | Soyouz TM-26                                             | Relève équipage station spatiale                                        |
| 7 août 1997   | Navette spatiale américaine | Centre spatial Kennedy | Orbite basse           | Navette Discovery (STS-85), CRISTA-SPAS                  | Observation de la Terre (récupéré à la fin de la mission de la navette) |
| 8 août 1997   | Ariane 4 4P                 | Kourou                 | Orbite géostationnaire | PAS 6                                                    | Satellite de télécommunications                                         |
| 14 août 1997  | Proton-K / DM-2             | Plessetsk              | Orbite géostationnaire | Oko-S F6                                                 | Satellite d'alerte précoce                                              |
| 19 août 1997  | Longue Marche 3B            | Xichang                | Orbite géostationnaire | Agila 2                                                  | Satellite de télécommunications                                         |
| 21 août 1997  | Delta II 7920-10C           | Vandenberg             | Orbite basse           | Iridium x 5                                              | Satellites de télécommunications                                        |
| 23 août 1997  | LMLV-1 (Athena I)           | Vandenberg             | Orbite polaire         | Lewis                                                    | Observation de la Terre (commercial)                                    |
| 25 août 1997  | Delta II 7920-8             | Cape Canaveral         | Orbite héliocentrique  | ACE                                                      | Étude de l'espace interplanétaire                                       |
| 28 août 1997  | Proton-K / DM-2M            | Plessetsk              | Orbite géostationnaire | PAS 5                                                    | Satellite de télécommunications                                         |
| 29 août 1997  | Pegasus XL                  | L-1011, Vandenberg     | Orbite basse           | FORTE (en) (Fast On-orbit Recording of Transient Events) | Satellite militaire expérimental                                        |

#### Septembre
| Date               | Lanceur                     | Base de lancement      | Type                   | Charge utile              | Notes                                                                      |
| 1er septembre 1997 | Longue Marche 2C-III/SD     | Taiyuan                | Orbite basse           | Iridium x 2               | Satellites de télécommunications                                           |
| 2 septembre 1997   | Ariane 4 4LP                | Kourou                 | Orbite géostationnaire | Hot Bird 3, METEOSAT      | Satellite de télécommunications, Satellite météorologique (METEOSAT)       |
| 4 septembre 1997   | Atlas IIAS                  | Cape Canaveral         | Orbite géostationnaire | GE-3                      | Satellite de télécommunications                                            |
| 14 septembre 1997  | Proton-K / 17S40            | Plessetsk              | Orbite basse           | Iridium x 7               | Satellites de télécommunications                                           |
| 23 septembre 1997  | Cosmos-3M                   | Plessetsk              | Orbite basse           | Parus, FAISAT-2V          | Satellite de navigation militaire (Parus), Satellite de télécommunications |
| 23 septembre 1997  | Ariane 4 2L                 | Kourou                 | Orbite géostationnaire | Intelsat 803              | Satellite de télécommunications                                            |
| 24 septembre 1997  | Molnia M                    | Plessetsk              | Orbite de Molnia       | Molniya-1T                | Satellite de télécommunications                                            |
| 26 septembre 1997  | Navette spatiale américaine | Centre spatial Kennedy | Orbite basse           | Navette Atlantis (STS-86) | Laboratoire Spacehab                                                       |
| 27 septembre 1997  | Delta II 7920-10C           | Vandenberg             | Orbite basse           | Iridium x 5               | Satellites de télécommunications                                           |
| 29 septembre 1997  | PSLV                        | Satish Dhawan          | Orbite géostationnaire | IRS-1D                    | Satellite de télécommunications ; Échec du lancement                       |

#### Octobre
| Date            | Lanceur              | Base de lancement      | Type                   | Charge utile                                              | Notes                                                                             |
| 5 octobre 1997  | Soyouz-U-PVB         | Plessetsk              | Orbite basse           | Progress M-36                                             | Ravitaillement station spatiale                                                   |
| 5 octobre 1997  | Atlas IIAS           | Cape Canaveral         | Orbite géostationnaire | EchoStar III                                              | Satellite de télécommunications                                                   |
| 9 octobre 1997  | Soyouz-U-PVB         | Plessetsk              | Orbite basse           | Foton No. 11                                              | Expériences microgravité avec véhicule de rentrée                                 |
| 15 octobre 1997 | Titan 401B / Centaur | Cape Canaveral         | Orbite héliocentrique  | Cassini-Huygens                                           | Étude in situ du système de Saturne                                               |
| 16 octobre 1997 | Longue Marche 3B     | Xichang                | Orbite géostationnaire | Apstar 2R                                                 | Satellite de télécommunications                                                   |
| 22 octobre 1997 | Pegasus XL           | L-1011, Wallops Island | Orbite basse           | STEP-4                                                    | Satellite militaire expérimental                                                  |
| 24 octobre 1997 | Titan 403A           | Vandenberg             | Orbite basse           | Lacrosse 4 (Onyx)                                         | Satellite de reconnaissance radar                                                 |
| 25 octobre 1997 | Atlas IIA            | Cape Canaveral         | Orbite géostationnaire | DSCS III B-13, Falcon Gold                                | Satellite de télécommunications militaires, satellite technologique (Falcon Gold) |
| 30 octobre 1997 | Ariane 5 G           | Kourou                 |                        | Charge utile destinée à tester le comportement du lanceur | Échec partiel du lancement                                                        |

#### Novembre
| Date             | Lanceur                     | Base de lancement      | Type                   | Charge utile                           | Notes                                                                                           |
| 2 novembre 1997  | VLS-1                       | Alcântara              | Orbite basse           | SCD-2A                                 | Satellites de télécommunications ; Échec du lancement                                           |
| 6 novembre 1997  | Delta II 7925               | Cap Canaveral          | Orbite moyenne         | GPS IIA-19                             | Satellite de navigation                                                                         |
| 8 novembre 1997  | Titan 401A / Centaur        | Cape Canaveral         | Orbite de Molniya      | TRUMPET-3                              | Satellite d'écoute électronique                                                                 |
| 9 novembre 1997  | Delta II 7920-10C           | Vandenberg             | Orbite basse           | Iridium x 5                            | Satellites de télécommunications                                                                |
| 12 novembre 1997 | Proton-K / DM-2M            | Plessetsk              | Orbite géostationnaire | Koupon                                 | Satellite de télécommunications                                                                 |
| 12 novembre 1997 | Ariane 4 4L                 | Kourou                 | Orbite géostationnaire | Sirius 2, Indostar 1                   | Satellites de télécommunications                                                                |
| 18 novembre 1997 | Soyouz-U-PVB                | Plessetsk              | Orbite héliosynchrone  | Resurs-F-1M                            | Observation de la Terre                                                                         |
| 19 novembre 1997 | Navette spatiale américaine | Centre spatial Kennedy | Orbite basse           | Navette Columbia (STS-87), Spartan 201 | Astronomie UV, récupéré à la fin de la mission                                                  |
| 27 novembre 1997 | H-II                        | Tanegashima            | Orbite basse           | TRMM, ETS 7                            | Étude des précipitations tropicales (TRMM), Satellite expérimental pour rendez-vous automatique |

#### Décembre
| Date             | Lanceur                 | Base de lancement      | Type                   | Charge utile       | Notes                                                                                                  |
| 2 décembre 1997  | Ariane 4 4P             | Kourou                 | Orbite géostationnaire | JCSAT 5, Equator-S | Satellite de télécommunications, Étude de la magnétosphère (Equator S placé sur une orbite elliptique) |
| 2 décembre 1997  | Proton-K / DM-2M        | Plessetsk              | Orbite géostationnaire | Astra 1G           | Satellite de télécommunications                                                                        |
| 8 décembre 1997  | Longue Marche 2C-III/SD | Taiyuan                | Orbite basse           | Iridium x2         | Satellites de télécommunications                                                                       |
| 8 décembre 1997  | Atlas IIAS              | Cape Canaveral         | Orbite géostationnaire | Galaxy 8i          | Satellite de télécommunications                                                                        |
| 9 décembre 1997  | Tsiklon-2               | Plessetsk              | Orbite basse           | US-PM-U            | Satellite de reconnaissance océanique                                                                  |
| 15 décembre 1997 | Soyouz-U-PVB            | Plessetsk              | Orbite basse           | Iantar-4K2 Kobalt  | Satellite de reconnaissance                                                                            |
| 20 décembre 1997 | Soyouz-U-PVB            | Plessetsk              | Orbite basse           | Progress M-37      | Ravitaillement station spatiale                                                                        |
| 20 décembre 1997 | Delta II 7920-10C       | Vandenberg             | Orbite basse           | Iridium x 5        | Satellites de télécommunications                                                                       |
| 22 décembre 1997 | Ariane 4 2L             | Kourou                 | Orbite géostationnaire | Intelsat 804       | Satellite de télécommunications                                                                        |
| 23 décembre 1997 | Pegasus XL / HAPS       | L-1011, Wallops Island | Orbite basse           | Orbcomm x 8        | Satellites de télécommunications                                                                       |
| 24 décembre 1997 | Start-1                 | Svobodny               | Orbite héliosynchrone  | Early Bird 1       | Satellite d'observation de la Terre                                                                    |
| 24 décembre 1997 | Proton-K / DM-2M        | Plessetsk              | Orbite géostationnaire | AsiaSat 3          | Satellite de télécommunications ; Échec du lancement                                                   |

## Vols orbitaux

### Par pays
| Pays       | Lancements | Succès | Échecs | Échecs partiels | Remarques |
| ---------- | ---------- | ------ | ------ | --------------- | --------- |
| Brésil     | 1          |        | 1      |                 |           |
| Chine      | 6          | 6      |        |                 |           |
| États-Unis | 36         | 35     | 1      |                 |           |
| Europe     | 12         | 11     |        | 1               |           |
| Inde       | 1          |        | 1      |                 |           |
| Japon      | 2          | 2      |        |                 |           |
| Russie/CEI | 28         | 26     | 2      |                 |           |
| Total      | 86         | 80     | 5      | 1               |           |

### Par lanceur
| Lanceur          | Pays       | Lancements | Succès | Échecs | Échecs partiels | Remarques |
| ---------------- | ---------- | ---------- | ------ | ------ | --------------- | --------- |
| Ariane 4         | Europe     | 11         | 11     |        |                 |           |
| Ariane 5 G       | Europe     | 1          |        |        | 1               |           |
| Athena I         | États-Unis | 1          | 1      |        |                 |           |
| Atlas            | États-Unis | 8          | 8      |        |                 |           |
| Cosmos-3M        | Russie     | 2          | 2      |        |                 |           |
| Delta II         | États-Unis | 9          | 8      | 1      |                 |           |
| H-II             | Japon      | 1          | 1      |        |                 |           |
| Longue Marche 2C | Chine      | 2          | 2      |        |                 |           |
| Longue Marche 3  | Chine      | 1          | 1      |        |                 |           |
| Longue Marche 3A | Chine      | 1          | 1      |        |                 |           |
| Longue Marche 3B | Chine      | 2          | 2      |        |                 |           |
| M-V              | Japon      | 1          | 1      |        |                 |           |
| Molnia M         | Russie     | 3          | 3      |        |                 |           |
| Navette spatiale | États-Unis | 8          | 8      |        |                 |           |
| Pegasus-XL       | États-Unis | 5          | 5      |        |                 |           |
| Proton-K         | Russie     | 8          | 7      | 1      |                 |           |
| PSLV             | Inde       | 1          |        | 1      |                 |           |
| Soyouz-U         | Russie     | 10         | 10     |        |                 |           |
| Start-1          | Russie     | 2          | 2      |        |                 |           |
| Titan            | États-Unis | 5          | 5      |        |                 |           |
| Tsiklon-2        | Russie     | 1          | 1      |        |                 |           |
| Tsiklon-3        | Russie     | 1          | 1      |        |                 |           |
| VLS-1            | Brésil     | 1          |        | 1      |                 |           |
| Zenit-2          | Russie     | 1          |        | 1      |                 |           |

### Par site de lancement
| Site           | Pays       | Lancements | Succès | Échecs | Échecs partiels | Remarques |
| -------------- | ---------- | ---------- | ------ | ------ | --------------- | --------- |
| Alcântara      | Brésil     | 1          |        | 1      |                 |           |
| Cap Canaveral  | États-Unis | 16         | 15     | 1      |                 |           |
| Gran Canaria   | Espagne    | 1          | 1      |        |                 |           |
| Kennedy        | États-Unis | 8          | 8      |        |                 |           |
| Kourou         | France     | 12         | 11     |        | 1               |           |
| Plessetsk      | Russie     | 26         | 24     | 2      |                 |           |
| Satish Dhawan  | Inde       | 1          |        | 1      |                 |           |
| Svobodny       | Russie     | 2          | 2      |        |                 |           |
| Taiyuan        | Chine      | 2          | 2      |        |                 |           |
| Tanegashima    | Japon      | 1          | 1      |        |                 |           |
| Uchinoura      | Japon      | 1          | 1      |        |                 |           |
| Vandenberg     | États-Unis | 10         | 10     |        |                 |           |
| Wallops island | États-Unis | 2          | 2      |        |                 |           |
| Xichang        | Chine      | 4          | 4      |        |                 |           |

### Par type d'orbite
| Orbite                 | Lancements | Succès | Échecs | Orbite atteinte involontairement | Remarques                                                                             |
| ---------------------- | ---------- | ------ | ------ | -------------------------------- | ------------------------------------------------------------------------------------- |
| Basse                  |            |        |        |                                  |                                                                                       |
| Moyenne                |            |        |        |                                  |                                                                                       |
| Haute                  |            |        |        |                                  | dont Molnia, orbite de transfert vers la Lune, orbite elliptique à forte excentricité |
| Géosynchrone/transfert |            |        |        |                                  |                                                                                       |
| Héliocentrique         |            |        |        |                                  | dont orbite de transfert interplanétaire                                              |

## Survols et contacts planétaires
| Date         | Sonde spatiale       | Événement                          | Remarque                          |
| ------------ | -------------------- | ---------------------------------- | --------------------------------- |
| 20 février   | Galileo              | 2e survol d'Europe                 |                                   |
| 5 avril      | Galileo              | 3e survol de Ganymède              |                                   |
| 7 mai        | Galileo              | 4e survol de Ganymède              |                                   |
| 25 juin      | Galileo              | 23e survol de Callisto             |                                   |
| 27 juin      | NEAR Shoemaker       | survol de l'astéroïde 253 Mathilde | distance 1200 km                  |
| 4 juillet    | Mars Pathfinder      | Atterrissage sur Mars              | Zone d'atterrissage : Ares Vallis |
| 11 septembre | Mars Global Surveyor | Insertion en orbite martienne      |                                   |
| 17 septembre | Galileo              | 3e survol de Callisto              |                                   |
| 6 novembre   | Galileo              | 3e survol de Europe                |                                   |
| 16 décembre  | Galileo              | 4e survol de Europe                |                                   |

### Sources
- (en) Jonathan McDowell, « Jonathan's Space Report », Jonathan's Space Page
- (en) Gunter Krebs, « Chronology of Space Launches », Gunter's Space Page